# Doina Stăiculescu
Doina Stăiculescu (* 7. Dezember 1967 in Bukarest) ist eine ehemalige rumänische Rhythmische Sportgymnastin.

## Erfolge
Doina Stăiculescu nahm an den Olympischen Spielen 1984 in Los Angeles teil, bei denen Rumänien im Gegensatz zu anderen Ostblockstaaten antrat, wie etwa die die Weltmeisterschaften 1983 dominierenden Nationen Bulgarien und die Sowjetunion. Aufgrund dessen traten nur drei Athletinnen an, die 1983 in Straßburg unter den besten zehn platziert waren. Die Qualifikation beendete Stăiculescu noch auf dem ersten Platz, im Finale musste sie sich jedoch mit 57,900 Punkten der Kanadierin Lori Fung geschlagen geben, die mit 57,950 Punkten Olympiasiegerin wurde. Damit erhielt Stăiculescu vor der mit 57,700 Punkten drittplatzierten Regina Weber aus der Bundesrepublik Deutschland die Silbermedaille.
Von 1982 bis 1984 wurde Stăiculescu dreimal in Folge im Einzelmehrkampf rumänische Landesmeisterin.